# Qingyilu
Das aus zwei Büchern (juan) bestehende Werk namens Qingyilu (chinesisch 清异录) ist eine von Tao Gu (陶谷)(gest. 970) in der Song-Dynastie zusammengestellte Sammlung von Pinselnotizen hauptsächlich von Werken der Zeit der Tang-Dynastie und der Fünf Dynastien. 

## Inhalt
Insbesondere in seinem Abschnitt Zhuanxiumen (馔羞门) enthält es wertvolle Quellen zur Geschichte der chinesischen Ess- und Trinkkultur der Zeit der Sui-Dynastie, Tang-Dynastie und der Fünf Dynastien. 
Darin sind viele Informationen und Anekdoten aus mehreren älteren Werken zur chinesischen Küche überliefert, darunter das Buch der Speisen (chinesisch 食经 Shijing) von Xie Feng (谢讽) aus der Sui-Dynastie oder das Shaowei shidan (烧尾食单 Menü des Shaowei-Banketts) von Wei Juyuan (韦巨源) aus der Zeit der Tang-Dynastie, das auch unter den Namen Shaowei yan shidan (烧尾宴食单 Menü des Shaowei-Banketts), Wei Juyuan shipu (韦巨源食谱; Speisekarte des Wei Juyuan) oder einfach Shipu (食谱; Speisekarte) bekannt ist. 
Ein früher Druck des Qingyilu ist der in der alten Buchreihe namens Baoyantang miji (宝颜堂秘笈) aus der Wanli-Ära der Ming-Zeit enthalten.